# Peace for our time

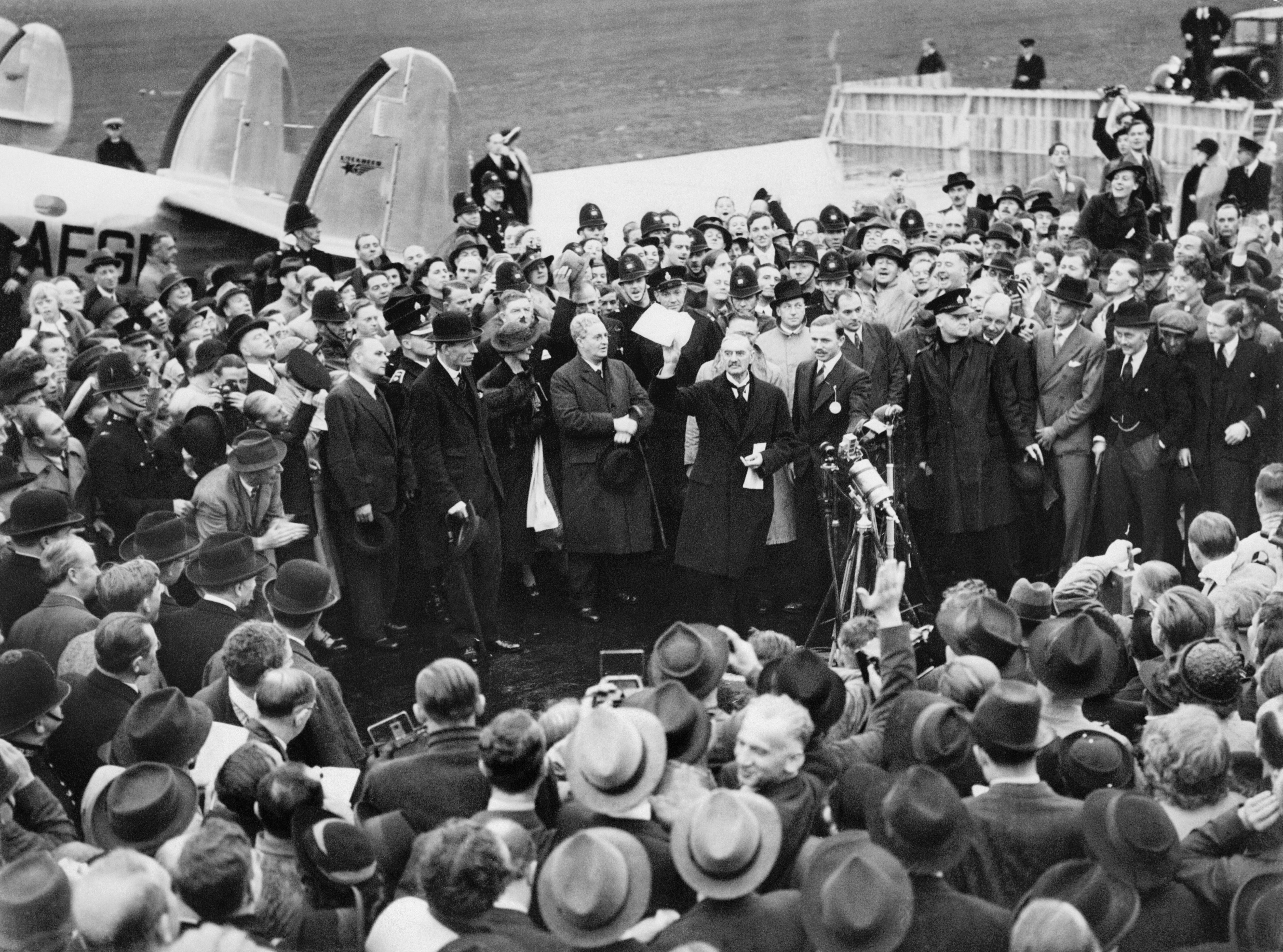
Neville Chamberlain op Heston Aerodrome met het Verdrag van München. Later die dag zou hij bij 10 Downing Street de uitspraak Peace for our time doen

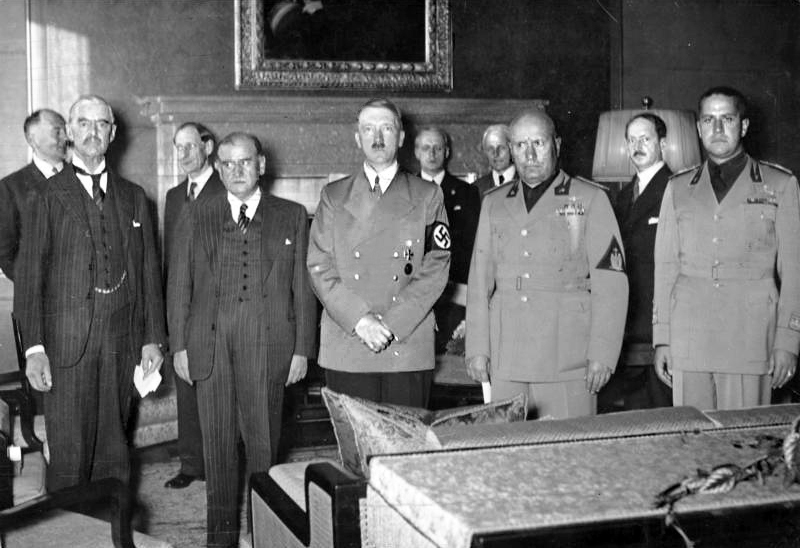
Chamberlain links eerder die dag vlak voor het tekenen van het verdrag met naast hem Daladier, Hitler, Mussolini en Ciano

Peace for our time was een uitspraak van de Britse premier Neville Chamberlain buiten 10 Downing Street nadat hij in Londen was teruggekeerd na het afsluiten van het Verdrag van München en het tekenen van de aanvullende Brits-Duitse Verklaring op 30 september 1938. Met het verdrag werd de Duitse annexatie van Sudetenland geaccepteerd in ruil voor vredesgaranties. Aangezien Adolf Hitler deze garanties nog geen half jaar later schond met de bezetting van Praag en datzelfde jaar de Poolse Veldtocht, wordt de uitspraak vaak aangehaald bij kritiek op deze appeasementpolitiek.
In zijn toespraak bij 10 Downing Street refereerde Chamberlain aan de vrede met eer die Benjamin Disraeli na het Congres van Berlijn in 1878 had afgesloten:
This is the second time in our history that there has come back from Germany to Downing Street peace with honour. I believe it is peace for our time.